# 掌叶蓼
掌叶蓼（学名：Polygonum palmatum）为蓼科蓼属下的一个种。

## 扩展阅读
- 維基物種上的相關：掌叶蓼